# Kriegsverbrecherprozesse in China
Die Kriegsverbrecherprozesse in China waren Verhandlungen gegen japanische Kriegsverbrecher des Zweiten Weltkriegs vor chinesischen Militärgerichten, die im Zweiten Japanisch-Chinesischen Krieg zwischen 1937 und 1946 Verbrechen gegen die Gebräuche des Krieges oder Verbrechen gegen die Menschlichkeit begangen hatten. Dabei handelte es sich um Verfahren, die nach der Gesetzgebung der Nationalchinesischen Regierung zwischen 1945 und 1947 durchgeführt wurden. 
Diese Prozesse sind zu unterscheiden von den US-Kriegsgerichten, die in Shanghai Verbrechen gegen amerikanische Flieger sühnten.

## Organisation
China war das hauptleidtragende Land der japanischen imperialistischen Aggression. Der chinesische Vertreter in der 1943 gegründeten United Nations War Crimes Commission (UNWCC) Wellington Koo setzte sich daher besonders für die Verfolgung der in China begangenen japanischen Kriegsverbrechen ein. 1944 wurde bei der UNWCC das Sub-committee for Pacific Affairs in Chongqing gegründet, welches die Ermittlungsergebnisse der nationalen chinesischen Behörden sammelte.
1946 wurden verschiedene Gesetze zur Durchführung der Kriegsverbrecherprozesse erlassen. Als Rechtsgrundlage galten die Prinzipien des Kriegsvölkerrechts und hilfsweise die Bestimmungen des Strafgesetzbuches. Außer „Verbrechen gegen den Frieden“ wurden 38 Taten speziell bezeichnet, darunter auch „erzwungener Gebrauch“ von Giften oder Drogen, Tötung von Geiseln, Aushungern, Massenfolterung sowie Aspekte psychologischer Kriegsführung. Diese Regelungen, die für Verbrechen ab September 1931 galten, umfassten einen weitaus größeren Bereich, als den z. B. von SCAP in Yokohama zugrundegelegten. Die Verteidigung, ein Angeklagter habe „auf höheren Befehl“ gehandelt, wurde nicht anerkannt und auch nicht als mildernder Umstand gewertet. Ausdrücklich erwähnt ist im Gesetz die Verantwortlichkeit eines Vorgesetzten für alle von seinen Untergebenen begangenen Handlungen. Anders als im anglo-amerikanischen Rechtssystem sind für die einzelnen Verbrechen Strafrahmen mit Mindeststrafen, die nicht unterschritten werden können, festgesetzt. Die häufigste Anklage lautete auf Mord, vielfach war der Tatvorwurf auch Verstoß gegen internationales Recht.
Die in Peking, Shenyang, Nanking, Guangzhou, Jinan, Hankou, Taiyuan, Shanghai, Xuzhou und Taipei errichteten Militärgerichte standen unter der Kontrolle des Justiz- und Verteidigungsministeriums. Sie bestanden normalerweise aus fünf Richtern (mehr waren zulässig aber unüblich) und ein bis drei Staatsanwälten. Die Urteile enthielten sämtlich eine Begründung.

## Prozesse
Die ersten Verdächtigen, meist Soldaten oder Angehörige der Gendarmerie, wurden im Raum Peking/Tientsin verhaftet, als die nationalchinesische Regierung die Kontrolle über diese Gebiete zurückgewann. Bald zeigte sich, dass eine ungeheure Zahl von Verbrechen stattgefunden hatte. Das Bezirksgericht Shanghai gab am 3. März 1946 bekannt, dass 11889 Fälle in seinem Bereich allein registriert waren, für die Region wurde neun Tage später von 30.000 Fällen ausgegangen.
Die erste Verhandlung begann in Peking am 10. April 1946 und endete acht Tage später mit vier Todesurteilen und einmal fünf Jahren Haft gegen fünf japanische Mörder.

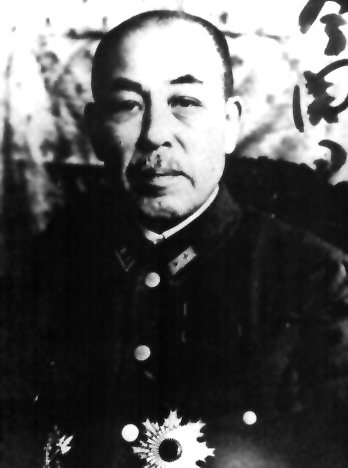
Generalleutnant Isogai Rensuke

In Nanking wurde gegen den ehemaligen Gouverneur von Hongkong Gen.-Lt. Isogai Rensuke verhandelt. Ihm wurde vorgeworfen die Volksgesundheit durch den Verkauf von Opium untergraben zu haben. Außerdem wurde ihm angelastet, dass er seine Truppen auf Nanking habe vorrücken lassen. Diese Verbrechen gegen den Frieden trugen ihm eine lebenslange Haftstrafe ein.
Aufgrund des Prinzips der Verantwortlichkeit eines Kommandeurs, das noch weitergehender als beim Prozess gegen General Yamashita ausgelegt wurde, kam es zur Verurteilung von Sakai Takashi, der als Kommandant in China seit 1931 für eine Vielzahl Verbrechen verantwortlich gemacht wurde. Seine öffentliche Erschießung erfolgte am 30. September 1946.
Gen.-Lt. Tani Hisao (谷寿夫; 1882–1948) wurde im März 1947 als vermeintlicher Urheber des Massaker von Nanking angeklagt und nach einmonatiger Verhandlung zum Tode verurteilt.
Der Prozess in Shanghai gegen den Armeegeneral Okamura Yasutsugu und Oberkommandierenden in China ab Januar 1945 fand besondere Aufmerksamkeit. Er galt nicht nur als der Strippenzieher hinter der Regierung von Wang Jingwei, sondern ihm wurden auch Verstöße gegen Art. 46 der Haager Landkriegsordnung durch seine Untergebenen angelastet. Der Staatsanwalt forderte die Todesstrafe. Das Verfahren wurde wegen einer schweren Erkrankung des Angeklagten mehrere Monate unterbrochen. Bei der Urteilsverkündung im Januar 1949 wurde Okamura überraschenderweise mangels Beweisen freigesprochen, da das Gericht die Vorgesetztenverantwortlichkeit eines Oberkommandierenden (command responsibility) nicht sehen wollte. Dabei ist nicht auszuschließen, dass es sich hier um einen politisch motivierten Freispruch handelte, da Japan zu dieser Zeit nach dem Willen seiner amerikanischen Besatzer bereits zu einem Bollwerk gegen den Kommunismus aufgebaut werden sollte.
Chinesische Staatsanwälte traten auch vor den Gerichten anderer Alliierter auf. In Yokohama saßen sie als Richter mit in mehreren military commissions, wenn wegen Verbrechen gegen chinesische Opfer verhandelt wurde. Die letzten Verfahren fanden im März 1949 statt, in Hankow, Peking und Kanton wurden sie aufgrund der Befreiung dieser Städte schon früher beendet.

### Revision
Verurteilte konnten innerhalb von zehn Tagen Berufung einlegen.
Sämtliche Verurteilungen mussten vom Justizministerium genehmigt werden. Todesurteile und lebenslange Haftstrafen bestätigte der Präsident Chiang Kai-shek persönlich. Beide Stellen konnten Urteile, die sie für unangemessen hielten, zur Neuverhandlung an das Gericht zurückverweisen. Für das Ministerium galt dies auch bei Freisprüchen, sofern man schwere Zweifel an der Unschuld hegte. Dabei wurde vereinzelt auch vorgegeben, dass die Angeklagten zum Tode zu verurteilen seien.

### Verurteilungen
In 605 Verfahren wurde gegen 885 Angeklagte verhandelt. Von diesen wurden 504 verurteilt, wobei es 149 Todesurteile (29,7 %) und 83 mal lebenslänglich gab. Auffallend ist mit 350 die hohe Zahl der Freisprüche, gegen 29 Angeklagte wurden die Verfahren nicht abgeschlossen, da diese nicht auffindbar, geflohen waren oder die Anklage zurückgezogen wurde.
Im Februar 1949 wurden 260 Gefangene an SCAP ausgeliefert und in das Tokioter Sugamo-Gefängnis überstellt.
Im August 1952 ratifizierten die japanische und die national-chinesische Regierung, die seit 1949 nur noch die Provinz Taiwan beherrscht, einen Friedensvertrag, in dem „China“ auf seine im Friedensvertrag von San Francisco zugesicherten Vorrechte und Reparationen verzichtete. Die verbliebenen 88 Verurteilten wurden daraufhin umgehend freigelassen.